# Dario Pavljašević
Dario Pavljašević (1958.), hrvatski kipar. Član Hrvatskoga društva likovnih umjetnika iz Rijeke.
Izlagao 1985. na II. Trijenalu hrvatskog kiparstva.